# Шостак Микола Іванович
Микола Іванович Шостак (нар. 10 квітня 1954, село Вовчик, Лубенський район Полтавської області — пом. 19 лютого 2007, Бориспіль) — український журналіст, поет, письменник, перекладач, педагог, редактор міськрайонної газети «Трудова слава» (Київська область), член Національної спілки письменників України, Заслужений журналіст України (2004).

## Життєпис
Народився Микола Шостак 10 квітня 1954 року в селі Вовчик в родині сільських трударів. Навчається у Вовчицькій восьмирічній школі, яку на той час очолював Заслужений учитель УРСР Саєнко Іван Іванович. Саме у школі починає писати вірші, стає членом Лубенського літературного об’єднання. Поет-початківець привертає увагу літераторів, стає лауреатом «Поетичної весни».
Після закінчення середньої школи, у 1976 році поступає до Київського державного педагогічного інституту іноземних мов на факультет іспанської мови.
Після закінчення інституту працював шкільним вчителем німецької мови в селі Іванків Бориспільського району на Київщині. Згодом перейшов у журналістику. Спочатку працював завідувачем відділу Бориспільської міськрайонної газети «Трудова слава», а через декілька років очолив її редакцію.
Разом з дружиною Тамарою виховали двох синів, Ярослава та Максима.

## Творчий доробок
Наприкінці 1970-х — середині 1980-х років вірші Миколи Шостака друкуються в газетах, журналах «Дніпро», «Україна», «Вітчизна»; його переклади з іспанської надруковані в журналі «Всесвіт» та збірнику молодої кубинської поезії «Ритми Гавани». Опановує на мові оригіналу творчість класиків романо-германських мов, перекладає на українську з італійської, португальської, німецької.
Автор поетичних книг «Три забуті варіації» (1992), «Оці... та інші вірші» (1994), «Поклич мене по імені» (1996), «Цвіт кропу» (2000), «Мої береги небес», численних публікацій.,,

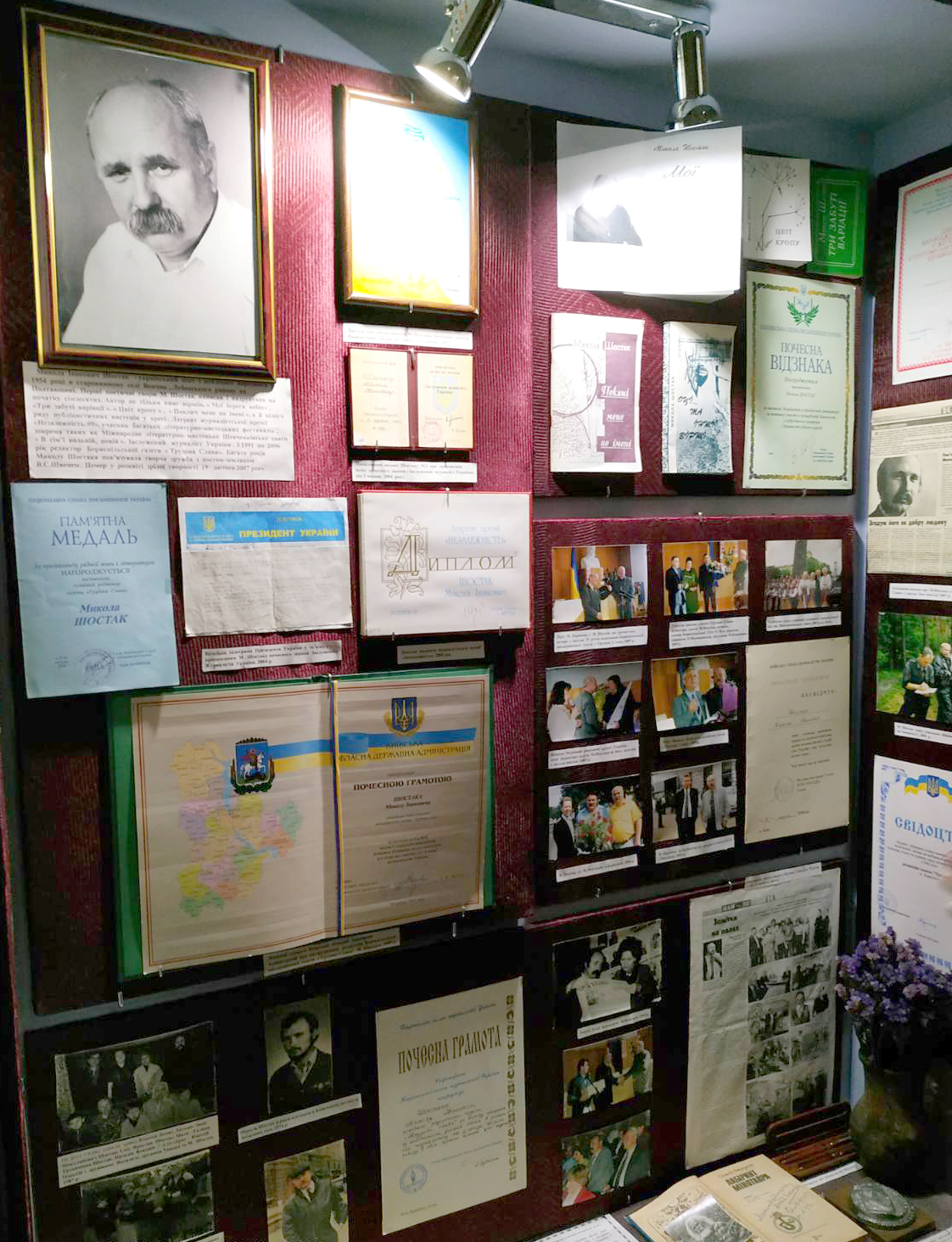
Експозиція в Іванківському народному краєзнавчому музеї, присвячена пам’яті Миколи Івановича Шостака

Основні образи поезії Миколи Шостака — хліб, сіль, молитва, земля, зерно, свіча, рід. Основні теми про матір, про землю, про любов до світу, до жінки, до рідної України.
|  | Не вішайте в конторах портрети Кобзаря, не ставте поряд з –енним президентом. Йому судилась вічності зоря, а іншим – куці дивіденди. Забийте ще міцний отой старезний цвях й стіну заштукатурте – не узнати… Бо він давно пройшов тернистий шлях, а дехто з нас навчився плазувати. |

Будучи журналістом, Микола Іванович вивчав концепції сучасних жанротворчих ознак журналістського розслідування. Його праці по журналістиці «Іронічний журналіст», «Журналіст і його твір», «Жанри газети», «Репортер: професіоналізм и етика» не втратили своєї актуальності, їх вивчають, цитують.
|                                                                              | Журналістська робота — вона полонить на все життя. Мало написати 3-5 матеріалів до газети і мріяти про журналістику. Її треба в собі носити, а потім, перегорівши, ділитися з людьми живим словом про, здавалося, буденні, побутові, а часом і непомітні речі. Людина не може без живого слова, думки. Журналіст — той, хто не перестає дивуватися і дивувати! |
| — так писав Микола Шостак, редактор газети «Трудова слава» в січні 2007 року | |

## Нагороди та відзнаки
2000 — лауреат премії «Незалежність» НСЖУ

2004 — Заслужений журналіст України 

2005 — почесний знак Національної спілки журналістів України
Член Національної спілки письменників України. У 2010 році в Іванківському народному краєзнавчому музеї відкрито експозицію, присвячену пам’яті Миколи Івановича Шостака.